# Tryckningsföreläggande

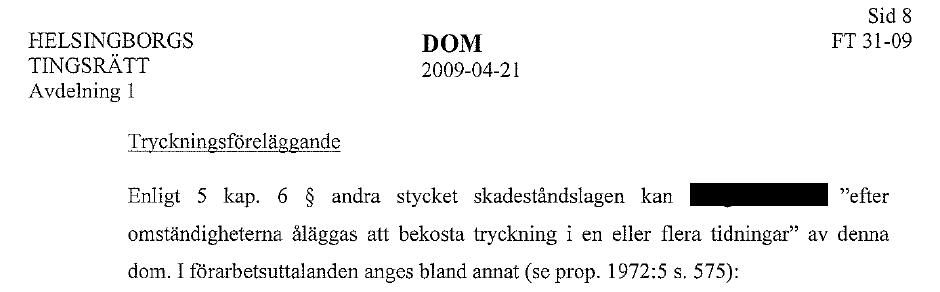
Helsingborgs tingsrätts inledning av avsnittet om tryckningsföreläggande, i dom 2009-04-21

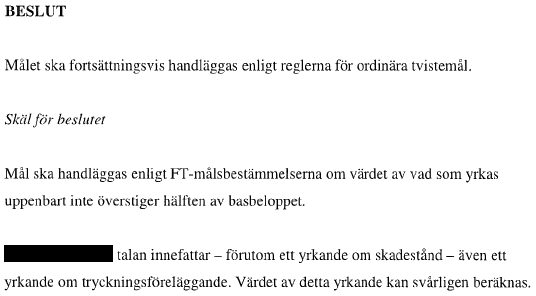
Beslut om handläggningsform (se småmål) i Lunds tingsrätt, 2010-03-01

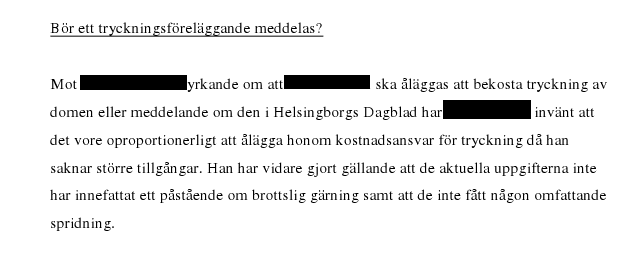
Rubrik om tryckningsföreläggande i en dom meddelad av Attunda tingsrätt, 2011-04-21

Tryckningsföreläggande stadgas i 5 kap. 6 § 2 st. skadeståndslagen och är en kompletterande rättsföljd till det vanliga skadeståndet. Den som har gjort sig skyldig till ärekränkning eller dylik brottslig gärning som falsk tillvitelse och mened, eller den som annars är skadeståndsskyldig med anledning av sådant brott (till exempel arbetsgivare med principalansvar), kan åläggas att bekosta tryckning av domen i målet i en eller flera tidningar. 
Tryckningsföreläggandet innebär således inte en skyldighet för tidningen eller för den förtalande själv att publicera en dom eller ett meddelande om en dom, utan medför endast en skyldighet för den som ansvarar för brottet att betala för en publicering som redan har skett på brottsoffrets begäran.
Tryckningsföreläggande kan utfärdas av domstolen även om skadestånd inte döms ut i målet, till exempel för att kränkningen inte var tillräckligt allvarlig eller för att talan bara gällt själva tryckningsföreläggandet. Med "tidning" kan förstås såväl ortstidningar som facktidningar, och även webbtidningar och bloggar. Domstolen får även pröva av vilka delar av domen som ska publiceras. Publiceringens syfte är att ge upprättelse åt offret för ärekränkningen. Därför är det målsäganden i brottmålet eller käranden i civilmålet som själv måste yrka att tryckningsföreläggande ska meddelas. Värdet av ett tryckningsföreläggande medräknas då domstolen ska avgöra om ett mål ska vara ett förenklat tvistemål eller ett ordinärt.
Termen "tryckningsföreläggande" förekommer inte i lagtexten men används bland annat av domstolarna.

## Exempel ur rättspraxis
I Svea hovrätts mål nr T 4615-04 fastställde hovrätten en tingsrättsdom, genom vilken en person, som påstått att andra personer var spioner för främmande makt, bland annat ålagts att bekosta tryckning av ett meddelande om domen, i tidningen Metro.
I fallet RH 1997:114 hade en skolchef erhållit ett antal anonyma försändelser i form av vykort och andra skrivelser med nedsättande och kränkande innehåll, vilka kunde knytas till en och samma person. Hovrätten dömde gärningsmannen för ofredande och förolämpning, men avslog yrkandet om att denne skulle betala tryckning av domen i flera ortstidningar, med motiveringen att de kränkande beskyllningarna "inte fått någon mera omfattande spridning" och att de "inte innefattat påstående om brottslig gärning".
I mål nr FT 31-09 avslog Helsingborgs tingsrätt den 21 april 2009 Tommy Funebos yrkanden om tryckningsföreläggande. Domstolen ansåg att svaranden inte kunde förpliktas att själv publicera domen på sin blogg, men att bloggar i och för sig kan omfattas av stadgandet. Yrkandet om att svaranden skulle bekosta tryckning i en tidning nära honom, avslogs också, eftersom syftet med tryckningsföreläggandet sades vara att göra människor uppmärksamma på att Funebo blivit förtalad och inte att svaranden hade förtalat honom, varför en tidning i Funebos närhet hade varit lämpligare (se domen sidan 8).
I ett annat tvistemål om förtal (mål nr FT 5504-08 vid Lunds tingsrätt) ålades två Sverigedemokratiska bloggare i en dom den 30 november 2009 att bekosta införande av tingsrättens dom i webbutgåvan av SD-Kuriren. Hovrätten fann inte skäl att ompröva denna dom.
I en dom 2011-04-21 beaktade Attunda tingsrätt (mål nr FT 2255-10) "såväl den skada som kränkningen inneburit som skadeståndets storlek" och fäste "särskilt avseende vid att förtalet har skett på en blogg och ett socialt medium på Internet [Facebook] vilket gör koppling till publicering i tryckt skrift mer avlägset", varför ett yrkande om tryckningsföreläggande avslogs.
I en dom 2011-05-23 fann Hovrätten över Skåne och Blekinge (mål nr FT 3051-10) att: "Tryckningsföreläggande [...] kan avse domen eller en del av den. I målet har emellertid inte visats att svarandens text lästs av så många personer att det finns tillräckliga skäl för att ålägga honom att bekosta tryckning av domen eller någon del av denna."